# Вільгельм Бунгерт
Вільгельм Бунгерт (нім. Wilhelm Bungert; нар. 1 квітня 1939) — колишній німецький тенісист.
Найвищу одиночну позицію світового рейтингу — 4 місце досяг 1964 року (за даними Ленса Тінґея).
Найвищим досягненням на турнірах Великого шолома були фінали в одиночному та парному розрядах.
Завершив кар'єру 1972 року.

## Фінали турнірів Великого шолома

### Одиночний розряд (1 поразка)
| Результат | Рік  | Турнір               | Покриття | Суперник     | Рахунок       |
| --------- | ---- | -------------------- | -------- | ------------ | ------------- |
| Поразка   | 1967 | Вімблдонський турнір | Трава    | Джон Ньюкомб | 2–6, 1–6, 1–6 |

### Парний розряд (1 поразка)
| Результат | Рік  | Турнір            | Покриття | Партнер        | Суперник                | Рахунок       |
| --------- | ---- | ----------------- | -------- | -------------- | ----------------------- | ------------- |
| Поразка   | 1962 | Чемпіонат Франції | Ґрунт    | Крістіан Кунке | Рой Емерсон Ніл Фрейзер | 3–6, 4–6, 5–7 |